# Igava callipepla
Igava callipepla är en insektsart som först beskrevs av Gerstaecker 1895.  Igava callipepla ingår i släktet Igava och familjen Dictyopharidae. Inga underarter finns listade i Catalogue of Life.